# Терёхино (Яшкинский район)
Терёхино — упразднённый посёлок разъезда в Яшкинском районе Кемеровской области. На момент упразднения входила в состав Литвиновского сельского поселения. Исключен из учётных данных в 2004 году.

## География
Располагался у остановочного пункта 3525 км на линии Тайга — Юрга Западно-Сибирской железной дороги, на расстоянии примерно 4 км по прямой к юго-западу от посёлка станции Литвиново.

## Население
По данным Всероссийской переписи населения 2002 года, в посёлке отсутствовало постоянное население.